# Allobates vanzolinius
Allobates vanzolinius é uma espécie de anfíbio da família Aromobatidae. Endêmica do Brasil, pode ser encontrada apenas no rio Juruá, no estado do Amazonas.